# Dzielistów
Dzielistów – dawny folwark na Białorusi, w obwodzie homelskim, w rejonie chojnickim. Został zniszczony po 1921 roku, obecnie w jego miejscu nie ma żadnych zabudowań.